# La morte di Mario Ricci
La morte di Mario Ricci è un film del 1983, diretto da Claude Goretta.
Fu presentato in concorso al 36º Festival di Cannes, dove Gian Maria Volonté vinse il premio per la migliore interpretazione maschile.

## Trama
Bernard Fontana è un reporter televisivo che arriva in una cittadina svizzera per intervistare un sociologo tedesco studioso della fame del mondo. Durante la sua permanenza il giornalista viene a conoscenza dei retroscena riguardo a un incidente stradale in cui ha perso la vita un giovane immigrato italiano. Gradualmente, con molta pazienza e attenzione, il protagonista riuscirà a risolvere l'enigma, salvando un uomo da una infondata accusa di omicidio e a portare a termine l'intervista, con risultati sorprendenti.

## Riconoscimenti
- Festival di Cannes 1983
  - Premio per la migliore interpretazione maschile (Gian Maria Volonté)